# Mönchaltorf
Mönchaltorf is een gemeente en plaats in het Zwitserse kanton Zürich, en maakt deel uit van het district Uster.
Mönchaltorf telt 3173 inwoners.